# Francisco Marcos Pelayo
Francisco Marcos Pelayo (Conca, 8 de març de 1888 - 7 d'agost de 1946) va ser un destacat jurista i catedràtic espanyol, especialitzat en dret processal que va arribar a ser membre del Tribunal de Garanties Constitucionals durant la República.
Va ser catedràtic de Dret a les universitats de Salamanca, Oviedo, Sevilla, València i La Laguna. Va ser vocal del Tribunal de Garanties Constitucionals. En esclatar la Guerra Civil es trobava com a professor a La Laguna, sent sotmès a depuració política pel bàndol revoltat i separat de la càtedra el 1937. Detingut i condemnat per auxili a la rebel·lió, va morir pres. Un any més tard, va ser rehabilitat.